# Windsor Herald
Windsor Herald of Arms in Ordinary er en officer fra College of Arms i London. Embedet er formentlig oprettet i 1364, da en efterkommer af Edward III opnåede titlen som herold, da han overbragte kongen nyheden om slaget ved Auray.
Den mest kendte Windsor Herald var Elias Ashmole fra det 17. århundrede. Den nuværende indehaver af ærestitlen er William George Hunt. 

## Eksterne links
- The College of Arms
- CUHGS Officer of Arms Index

| Heraldik | Spire Denne artikel om heraldik er en spire som bør udbygges. Du er velkommen til at hjælpe Wikipedia ved at udvide den. |